# Volkhard Knigge

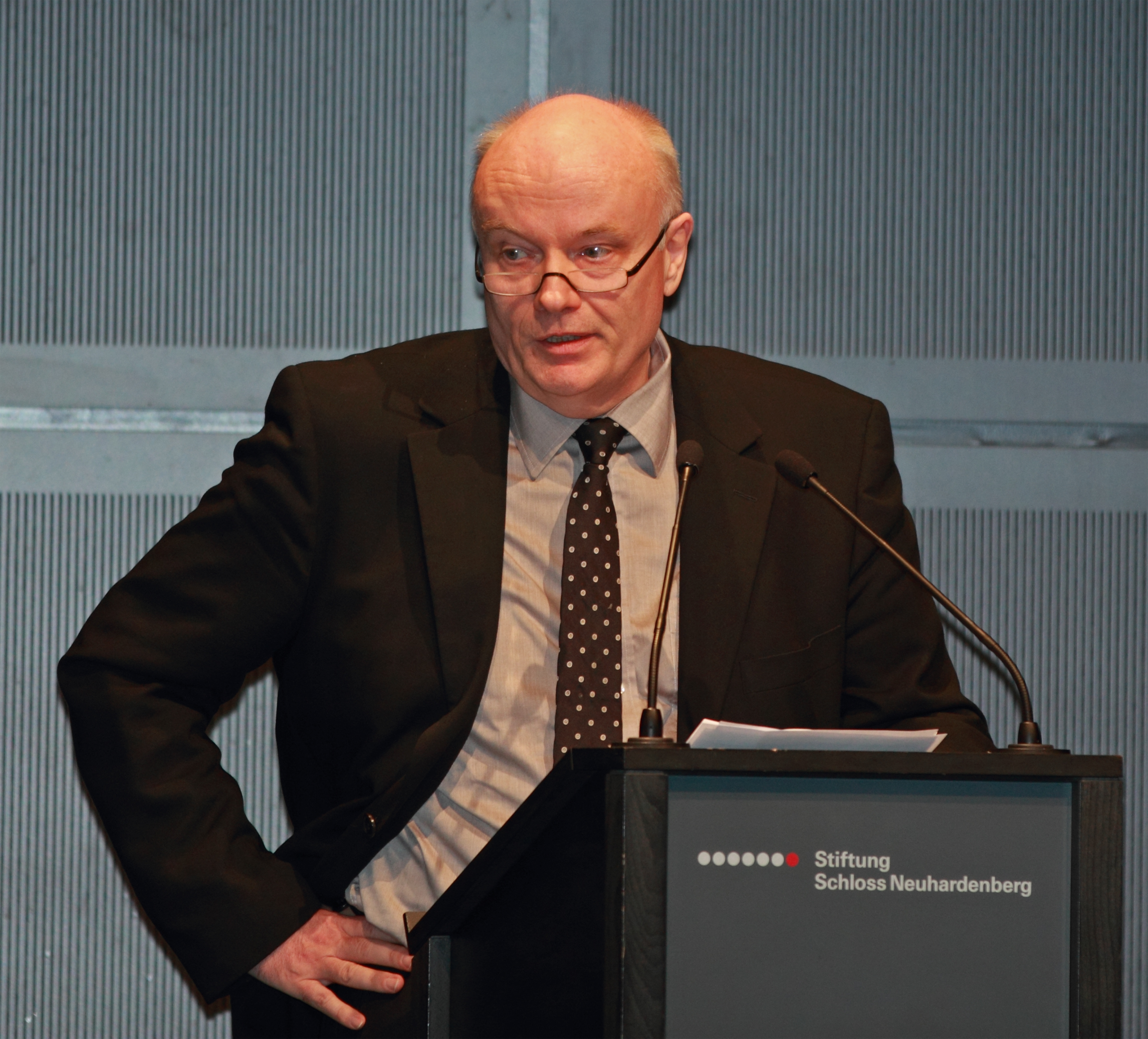
Volkhard Knigge (2012)

Volkhard Knigge (* 10. April 1954 in Bielefeld) ist ein deutscher Historiker und Geschichtsdidaktiker. Von September 1994 bis April 2020 leitete er die Stiftung Gedenkstätten Buchenwald und Mittelbau-Dora für das ehemalige KZ Buchenwald und KZ Mittelbau-Dora sowie für das Speziallager Nr. 2 Buchenwald bei Weimar.

## Leben
Volkhard Knigge, aufgewachsen in Jöllenbeck im damaligen Kreis Bielefeld, machte das Abitur am Bielefelder Max-Planck-Gymnasium. Er studierte an der Carl-von-Ossietzky-Universität Oldenburg Geschichte, Germanistik und Erziehungswissenschaft. In Paris machte er eine Zusatzausbildung in Psychodrama, unter anderem bei Jacques Lacan. 1986 wurde er in Oldenburg mit einer psychoanalytisch und geschichtsdidaktisch orientierten Arbeit über das triviale Geschichtsbewusstsein promoviert. 1992–1994 war er Assistent bei Lutz Niethammer an der Friedrich-Schiller-Universität Jena. Vom 1. September 1994 bis 30. April 2020 war er Direktor der „Stiftung Gedenkstätten Buchenwald und Mittelbau-Dora“. 2002 wurde er Honorarprofessor an der Universität Jena mit dem Fachgebiet Geschichte und Öffentlichkeit. Später wurde er in Jena auf den Lehrstuhl für Geschichte in Medien und Öffentlichkeit berufen.
Im Jahr 2011 kam es zu einer in der Öffentlichkeit und vor Gericht geführten Auseinandersetzung zwischen Knigge und dem Buchenwald-Überlebenden Stefan Jerzy Zweig. Dieser fühlte sich durch den Begriff „Opfertausch“ verletzt, den Knigge bei der Beschreibung von Zweigs Schicksal verwendete. Die Auseinandersetzung wurde im Februar 2012 durch einen Vergleich beendet. Knigge sagte zu, in Interviews den Begriff „Opfertausch“ mit Bezug auf die Umstände der Rettung Zweigs nicht mehr zu verwenden.
Im Jahr 2019 erhob eine Mitarbeiterin der Gedenkstätte Buchenwald Vorwürfe des Mobbings gegen Knigge. Die Mitarbeiterin berichtete von mehreren Beschäftigten, die sich in den vergangenen Jahren aufgrund des Arbeitsklimas unter Volkhard Knigge in psychotherapeutische Behandlung begaben. Auch weitere Zeugen berichteten von ähnlichem Verhalten. Knigge wies die Vorwürfe in einer persönlichen Erklärung zurück.

## Ehrungen
- 1999: Richard-Frank-Preis der Deutschen Bibliothek für Zeitgeschichte, Stuttgart
- 2000: Kulturpreis der Stadt Weimar
- 2001: Collaborator’s Award der American Society of Group Psychotherapy and Psychodrama
- 2005: Offizierskreuz des Verdienstordens der Republik Polen
- 2006: Bundesverdienstkreuz[12]
- 2006: Carl-von-Ossietzky-Preis der Stadt Oldenburg[13]
- 2007: Heinz-Galinski-Preis der Jüdischen Gemeinde zu Berlin
- 2011: Wartburgpreis der Wartburg-Stiftung
- 2013: Ritter der Ehrenlegion der Republik Frankreich
- 2019: Hildegard Hamm-Brücher-Förderpreis[14]
- 2020: Verdienstorden des Freistaats Thüringen

## Schriften
- „Triviales“. Geschichtsbewußtsein und verstehender Geschichtsunterricht. Centaurus-Verl.-Ges., Pfaffenweiler 1988, ISBN 3-89085-240-8 (Zugl.: Oldenburg, Univ., Diss., 1986).
- Geschichte als Verunsicherung: Konzeptionen für ein historisches Begreifen des 20. Jahrhunderts. Herausgegeben von Axel Doßmann. Wallstein, Göttingen 2020, ISBN 978-3-8353-3696-4.